# Quốc huy Nga
Quốc huy Liên bang Nga có nguồn gốc từ hậu kì trung đại, với hình ảnh con đại bàng 2 đầu của Đế quốc Đông La Mã Byzantine và hình ảnh thánh George cưỡi ngựa tiêu diệt một con rồng, cổ xưa hơn bất kỳ thể chế nhà nước nào tại Nga. Quốc huy này từng bị bãi bỏ trong Cách mạng Nga năm 1917, sau đó được khôi phục lại năm 1993 trong cuộc khủng hoảng hiến pháp.

## Lịch sử

### Đế quốc Byzantine
Trong hệ thống biểu tượng huy hiệu, đại bàng 2 đầu là 1 biểu tượng liên quan đến khái niệm Đế quốc. Nó lần đầu tiên xuất hiện ở vùng Cận Đông cổ đại, đặc biệt là hệ thống biểu tượng của người Hittite. 2 thiên niên kỷ sau, biểu tượng này đột nhiên xuất hiện trở lại trên một mảnh tơ lụa ở Đế chế Byzantine vào thế kỷ thứ 10, khác với biểu tượng đại bàng 1 đầu tượng trưng cho Đế quốc Tây La Mã đã sụp đổ vào năm 480.
Rất lâu sau đó hình ảnh này mới lần đầu tiên trở thành biểu tượng của một triều đại tại Byzantine, dưới triều Palaiologos, triều đại cầm quyền cuối cùng của Đế quốc Byzantine. Sau cuộc Thập tự chinh IV, các thành viên của gia tộc Palaiologos đã trốn sang nước láng giềng là Đế quốc Nicaea, nơi mà Mikhael VIII Palaiologos trở thành đồng hoàng đế vào năm 1259 và tái chiếm Constantinopolis và lên ngôi hoàng đế duy nhất của Đế quốc Đông La Mã vào năm 1261. Hậu duệ của ông đã cai trị đế chế cho đến khi Constantinopolis thất thủ vào tay người Ottoman vào năm 1453, được coi là triều đại tồn tại lâu nhất trong lịch sử Đông La Mã.

### Truyền đến Nga
Biểu tượng này sau đó được truyền đến Serbia, Nga và Đế chế La Mã thần thánh vào thời Trung Cổ, có thể sớm nhất là vào thế kỷ 12, nhưng chỉ được sử dụng rộng rãi hơn sau khi Constantinople, thủ phủ của Đế chế Byzantium, thất thủ trước Đế quốc Ottoman vào năm 1453. Nó được truyền đến Đại công quốc Moskva sau khi Ivan III Đại đế lấy Công nương Sophia Palaiologina của Đế chế Byzantine.
Ivan III (1440 – 1505) được gọi là ‘người lấy đất cho nước Nga’ vì ông đã làm nước Nga tăng gấp 3 diện tích lãnh thổ của mình, kết thúc giai đoạn thống trị nước Nga của Hãn quốc Golden Horde, tân trang lại Điện Kremlin Moskva, và đặt nền tảng cho nhà nước Nga sau này. Ông là một trong những vị vua cai trị lâu nhất trong lịch sử nước Nga. Còn Công nương Sophia Palaiologina là cháu gái của hoàng đế Byzantine, Constantine XI Palaiologos. Giáo hoàng Paul II hy vọng nếu cưới công nương Sophia nghèo khó, Ivan III sẽ muốn giành lại Constantinople cho Sophia và gây chiến với Đế quốc Ottoman.

Quốc huy Nga dưới thời Ivan III

Sophia là một trang dung nhan tuyệt mỹ, và nếu như cô không đẹp, thì vị quân vương Nga cũng vẫn sẽ chấp nhận đề nghị của Giáo hoàng. Ivan ngay lập tức nhận ra những lợi ích chính trị to lớn của cuộc hôn nhân này: Sophia không phải là người Thiên chúa giáo mà là người theo Cơ đốc chính thống, đám cưới sẽ ngay lập tức biến Ivan III thành bá chủ của một vùng lãnh thổ rộng lớn và là người thừa kế hợp pháp đế chế Byzantine vĩ đại từng đem ánh sáng của đạo Cơ đốc tới Nga. Hôn lễ diễn ra không có chú rể tại Nhà thờ lớn Thánh Paul với sự chứng kiến của Giáo hoàng và Đại sứ Nga đại diện cho Ivan III.
Công nương Sophia đã đem tinh thần của nền văn hóa Byzantine tới Moscow. Chính bà là người đã khuyến khích Nga hoàng xây dựng thành lũy Kremlin theo lối kiến trúc Florentine: một quần thể các cung điện và nhà thờ nằm bên trong bức tường đỏ. Cũng chính dưới thời Sophia, những khu vườn treo và ao thả cá đầu tiên đã xuất hiện.
Nhưng món hồi môn lớn nhất mà Sophia mang tới nước Nga chính là huy hiệu của Byzantine, con đại bàng vàng 2 đầu mang cái triện của vị Hoàng đế Byzantine cuối cùng. Con đại bàng tượng trưng cho sự độc lập và 2 đầu tượng trưng cho quyền lực ở 2 vùng Đông, Tây của đế chế, rất thích hợp với nước Nga vốn có vị trí nằm ở cả châu Á và châu Âu. Cả hai đầu đều mang vương miện biểu trưng cho quyền lực kép. Người Nga rất ngưỡng mộ quyền lực bí hiểm của chiếc quốc huy.

### Trở thành quốc huy Đế quốc Nga

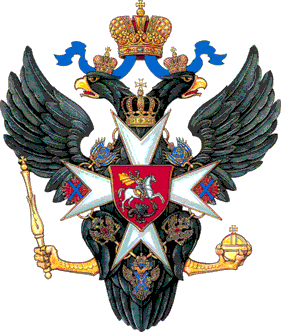
Quốc huy Đế quốc Nga dưới thời Pyotr I

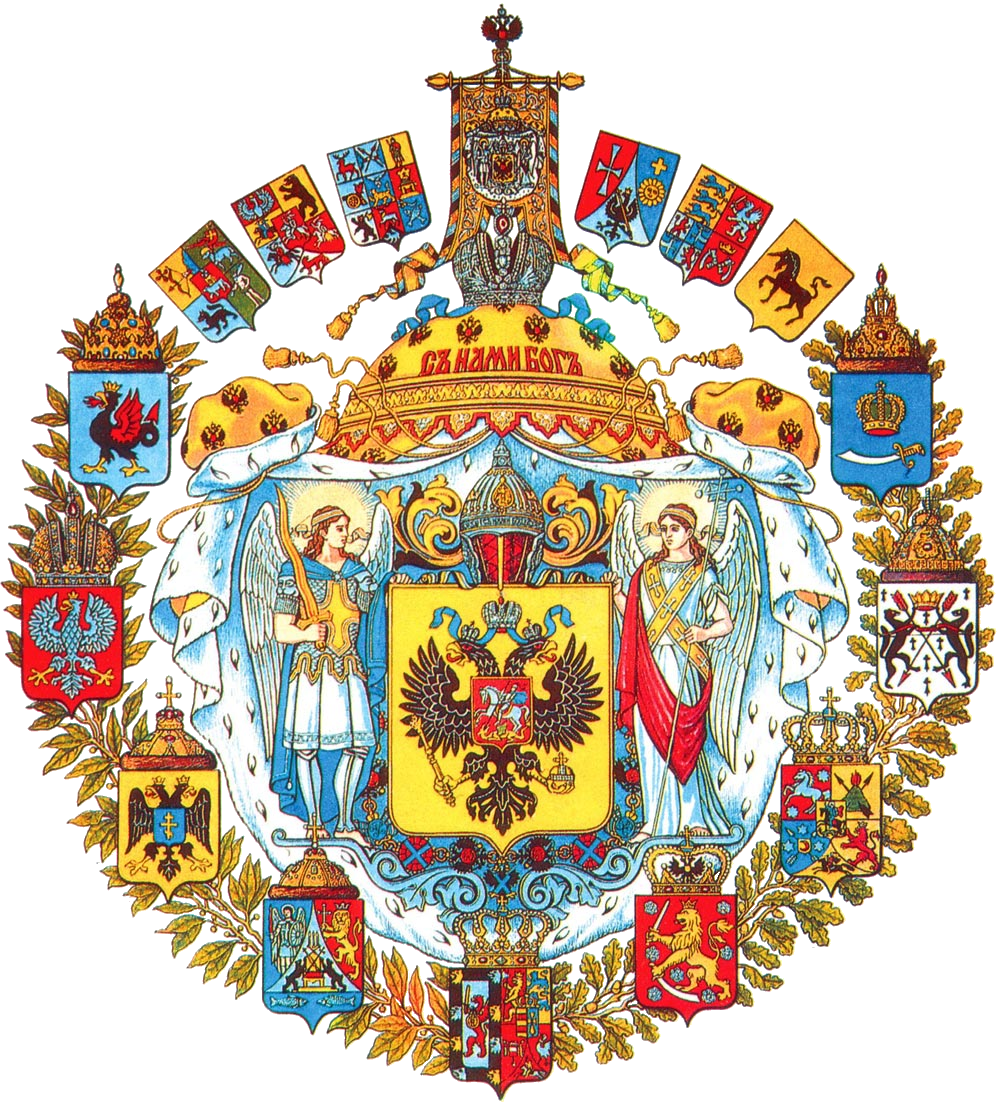
Đại quốc huy Đế quốc Nga (1882–1917)

Ivan IV của Nga (Ivan IV) (1530-1584), cháu nội của Ivan III, đã ra lệnh đúc thêm một cái khiên vào ngực con đại bàng 2 đầu, hình Thánh George trên lưng ngựa, giết con rồng bằng mũi giáo của mình. Ivan IV là người cai trị đầu tiên lấy danh hiệu Tsar (Nga hoàng). Bản chất của ông là hung bạo và khó lường, ông cai trị bằng phương pháp gây kinh hoàng một phần do bị bệnh mất trí, một phần do tranh giành quyền lực với các quý tộc.
Trong 4 thế kỷ sau đó, triều đại Romanov đã liên tục thay đổi quốc huy. Lúc đầu, 2 cánh của đại bàng giang rộng một cách tự hào như thể nó chuẩn bị bay. 2 mỏ đại bàng mở rộng cho thấy hai cái lưỡi như lưỡi rắn và móng vuốt đại bàng nắm giữ cây gậy quyền trượng và một quả cầu, tượng trưng cho sự cai trị của Nga hoàng đối với lãnh thổ rộng lớn và nhà thờ Chính thống giáo. Ngay cả những chiếc vương miện trên đầu đại bàng cũng được đặt rất hiên ngang. Chiếc quốc huy vì thế tượng trưng cho sự hiếu chiến, song vẫn chưa đủ.

Quốc huy Đế quốc Nga năm 1883

Quốc huy Nga năm 1917 "con gà mái xoàng xĩnh"

Peter Đại đế đã quyết định trang trí thêm Huân chương của Thánh Andrew Tông đồ, huân chương cao nhất của Liên bang Nga, lên ngực đại bàng. Ông còn cho sơn màu đen, màu của sự can đảm và ông đã đặt con đại bàng đen lên cao vì nghĩ rằng con đại bàng vàng trước đây chỉ bảo vệ cho chiếc tổ, chứ không phải tấn công. Con đại bàng của Peter Đại đế đánh dấu chính sách mở rộng mới của Nga.
Vào đầu thế kỷ 19, Hoàng đế Alexander I (1777-1825) đã quyết định đế chế của ông, vốn chiếm giữ 1/3 diện tích Bắc bán cầu, đã đạt mức giới hạn và ra lệnh cho phục hồi màu vàng của đại bàng. Ông cũng thay thế cây gậy, quả cầu bằng những tia chớp, một ngọn đuốc và vòng nguyệt quế. Thời kỳ này, quốc huy của Nga đảm bảo cho người dân hòa bình và ngọn nến của sự khai sáng, cho kẻ thù thấy tia chớp của sự trả thù nếu họ dám tấn công. Điển hình là chiến dịch phòng ngự nước Nga của ông trước sự xâm lược của Napoleon năm 1812. Song đến thời con cháu ông, Nga lại tiếp tục mở rộng đế chế. Phần Lan là chiến lợi phẩm cuối cùng.
Vị hoàng đế cuối cùng của Nga, Nikolai II nhận thấy cần phải tuyên bố thêm một lần nữa rằng Nga đã đạt giới hạn và yêu cầu trang trí thêm vào quốc huy những biểu tượng của hòa bình. 2 cánh của đại bàng lập tức được vẽ thêm quốc huy của những nước mới sáp nhập như Kazan, Astrakhan, Siberia, Ba Lan, Phần Lan và bán đảo Tauric.

Quốc huy Cộng hòa Xã hội chủ nghĩa Xô viết Liên bang Nga từ 1917–1991

### Thế kỷ XX - XXI
Chừng ấy dường như đã đủ. Có vẻ như đại bàng vàng sẽ không bao giờ cất cánh vào vùng trời chiến tranh. Nhưng lịch sử của nước Nga lại trải qua một bước ngoặt lớn. Sau cuộc cách mạng tháng 10/1917, quốc huy cũ bị xóa bỏ và quốc huy mới của Liên Xô xuất hiện. Nó mô phỏng hình Trái đất với vầng mặt trời đang mọc ở phía trên.
Sau khi Liên Xô tan rã năm 1991, một lần nữa quốc huy của Nga lại thay đổi. Quốc huy hiện tại ra đời từ những đau thương của lịch sử hiện đại. Lúc đầu, quốc huy cũ được phục hồi song bỏ hết những vương miện và biểu tượng quyền lực. Giới phê bình ngay lập tức gọi nó là "con gà mái xoàng xĩnh" và chỉ ít lâu sau họa sĩ Yevgeny Ukhnalev đã phục hồi gần như tất cả những chi tiết bị bỏ đi trước đây.
Quốc huy mới của nước Nga chính thức được thông qua tháng 12/2000. Hiện, quốc huy giống như của một nhà nước quân chủ với tất cả những chi tiết đại diện cho quyền lực của Sa hoàng được phục hồi. Song nó lại là biểu tượng cho một chế độ Cộng hòa liên bang.

## Ý nghĩa

Quốc huy Liên bang Nga từ 1991–1993

Quốc huy Liên bang Nga từ năm 1993 đến nay

Hình ảnh này có thể được hiểu như sau: Nga vẫn được bảo vệ bởi Chúa ba ngôi, đặt niềm tin vào Chúa trời, Sa hoàng và tổ quốc. Nga đặt trọng tâm vào việc thống nhất lãnh thổ, ngoài ra không có gì khác. Nga tuân thủ theo luật pháp và công lý trong trật tự thế giới. Nga không đe doạ các nước khác. Những ý định của Nga trong sáng như bạc, quân đội Nga tuân thủ các nguyên tắc chân chính như màu xanh và mũi giáo hướng xuống dưới nhằm chống lại mọi tội ác xấu xa của loài người.
Với tất cả những ý nghĩa ấy, quốc huy của nước Nga tượng trưng cho lời thề của quân đội và lời cầu nguyện của người Nga.